# Bunodactis
Bunodactis is een geslacht van zeeanemonen uit de familie van de Actiniidae.

## Soorten
- Bunodactis altifossa (Lager, 1911)
- Bunodactis aucklandica Carlgren, 1927
- Bunodactis bunodiformis (Hertwig, 1882)
- Bunodactis chrysobathys Parry, 1951
- Bunodactis conica (McMurrich, 1904)
- Bunodactis curacaoensis Pax, 1924
- Bunodactis elongata (McMurrich, 1904)
- Bunodactis glandulosa (Otto, 1823)
- Bunodactis hermaphroditica Carlgren, 1959
- Bunodactis inornata (Stimpson, 1856)
- Bunodactis maculosa Carlgren, 1954
- Bunodactis mexicana Carlgren, 1951
- Bunodactis mortenseni (Carlgren, 1924)
- Bunodactis nikobarica Carlgren, 1928
- Bunodactis octoradiata (Carlgren, 1899)
- Bunodactis patagoniensis (Carlgren, 1899)
- Bunodactis reynaudi (Milne Edwards, 1857)
- Bunodactis rubripunctata (Grube, 1840)
- Bunodactis rubrofusca Carlgren, 1924
- Bunodactis sabelloides (Andres, 1881)
- Bunodactis spetsbergensis (Carlgren, 1902)